# Prato allo Stelvio
Prato allo Stelvio (Prad am Stilfserjoch in tedesco) è un comune italiano di 3 888 abitanti della provincia autonoma di Bolzano in Trentino-Alto Adige. Sito nella Val Venosta, è un comune mercato.

## Geografia fisica
Il comune di Prato allo Stelvio conta circa 3 700 abitanti, suddivisi tra le frazioni di Prato capoluogo (che comprende la località Agumes) e Montechiaro (Lichtenberg).
Benché il nome “Prato allo Stelvio” possa far supporre che la località si trovi nelle immediate vicinanze del passo dello Stelvio, essa sorge 20 chilometri più a valle, ad un'altitudine di 915 metri s.l.m., sul fondovalle della Val Venosta.
Non a caso larga parte del territorio comunale di Prato allo Stelvio è compresa nel parco nazionale dello Stelvio: si pensi alla natura incontaminata delle pendici del Gruppo dell'Ortles ed al selvaggio ambiente protetto del delta fluviale del torrente Solda alla confluenza con l'Adige - la cosiddetta "Arena di Prato" (Prader Sand) - che ospita una varia e rara avifauna.

## Origini del nome
Il toponimo è attestato come "Prada" nel 1187 e deriva dal nome latino prata ("prati"). Nel 1953 il nome fu cambiato in Prato Venosta, salvo poi tornare al nome precedente nel giro di un anno.

## Storia

### Simboli
Lo stemma mostra tre spighe di grano dorate, che fuoriescono da un campo rosso, sullo sfondo azzurro del cielo. Il grano simboleggia l'importanza rivestita dalla cerealicoltura nell'economia locale. Lo stemma è stato adottato il 10 dicembre 1968.

## Monumenti e luoghi d'interesse
Presso la frazione di Montechiaro sorgono le rovine del castel Montechiaro (Burgruine Lichtenberg), antico castello del 1200.
Il Centro visite Aquaprad, moderna struttura museale nel centro del paese, dedicato alla conoscenza della fauna ittica e degli ambienti acquatici della Provincia di Bolzano, al suo interno si possono ammirare 13 grandi acquari con la fauna ittica altoatesina.

### Edifici religiosi
- Chiesa di San Giovanni
- Chiesa della Santissima Trinità

## Società

### Evoluzione demografica
Abitanti censiti

### Ripartizione linguistica
La sua popolazione è quasi totalmente di madrelingua tedesca:
| %      | Ripartizione linguistica (gruppi principali) |
| ------ | -------------------------------------------- |
| 95,60% | madrelingua tedesca                          |
| 4,28%  | madrelingua italiana                         |
| 0,12%  | madrelingua ladina                           |

## Economia

### Artigianato
Per quanto riguarda l'artigianato, importante e rinomata è la produzione di mobili in legno.

### Agricoltura
Nella zona di Prato allo Stelvio si coltiva la gialla mela Golden Delicious con la sua caratteristica “gottina rossa”, ma vengono coltivate anche mele Gala Royal, Pinova, Fuji e Elstar. Nel centro storico del paese si trovano ancora vecchi peri Pala nei cortili e vicino alle case. La pera Pala è unica e tipica della Val Venosta, è uno dei prodotti più sani tra i frutti ed era precedentemente prescritta dal medico e in farmacia.

## Amministrazione
| Periodo | Periodo | Primo cittadino | Partito                         | Carica  | Note |
| ------- | ------- | --------------- | ------------------------------- | ------- | ---- |
| 2005    | 2015    | Hubert Pinggera | SVP                             | Sindaco |      |
| 2015    | 2020    | Karl Bernhart   | lista civica Gemeinsam für Prad | Sindaco |      |
| 2020    |         | Rafael Alber    | SVP                             | Sindaco |      |